# Mohnia abyssorum
Mohnia abyssorum is een slakkensoort uit de familie van de Buccinidae. De wetenschappelijke naam van de soort is voor het eerst geldig gepubliceerd in 1883 door P. Fischer.